# Młyny (województwo zachodniopomorskie)
Młyny – wieś w Polsce położona w województwie zachodniopomorskim, w powiecie pyrzyckim, w gminie Pyrzyce.
W latach 1975–1998 miejscowość administracyjnie należała do województwa szczecińskiego.
Zobacz też: Młyny, Młyny Piekarskie